# 코미디 1번지
《코미디 1번지》는 대한민국의 KBS에 1995년 5월 3일부터 1997년 5월 12일까지 방송된 예능 프로그램이며 원래 수요일 밤 8시 30분에 편성됐지만 버라이어티쇼붐에 밀려 1995년 9월 10일부터 일요일 오전 10시로 이동했으나 MBC 《사랑의 스튜디오》의 벽을 넘지 못한 채 1996년 3월 7일부터 목요일 밤 8시 30분, 같은 해 10월 14일부터 월요일 밤 8시 25분으로 이동했는데 대부분의 코미디 프로그램들이 그랬던 것처럼 지나친 말장난식 잡담과 해괴한 몸짓,깜짝쇼식 프로진행 등으로 청소년들의 정서를 해쳤다는 지적이 있었다.

## 기획 의도
시청률 조사제도가 없어진 것을 계기로 KBS가 "생각하는 코미디" "내용이 있는 코미디"를 표방하며 새롭게 선보였는데 기존 슬랩스틱류의 코미디를 지양한 새로운 포맷의 프로그램으로 주제가 담겨 있는 완성도 높은 코미디를 통해 가족 모두에게 재미와 감동을 주는 교양적 오락 프로그램이다.

## 방송 시간
- KBS 2TV - 1995년 5월 4일 ~ 1995년 8월 30일, 매주 수요일 밤 8시 30분 ~ 9시 30분
- KBS 2TV - 1995년 9월 10일 ~ 1996년 3월 3일, 매주 일요일 오전 10시 ~ 10시 50분
- KBS 2TV - 1996년 3월 7일 ~ 1996년 10월 10일, 매주 목요일 밤 8시 30분 ~ 9시 30분
- KBS 2TV - 1996년 10월 14일 ~ 1997년 5월 12일, 매주 월요일 밤 8시 30분 ~ 9시 30분

## 같이 보기
- 폭소대작전 (1993 ~ 1996년)
- 코미디 세상만사 (1995 ~ 2000년)